# Andrea Libman
Andrea Eva Libman (Toronto, 19 de juliol de 1984) és una actriu, artriu de veu, cantant i pianista canadenca. És coneguda per les seves aparicions estel·lars com Donetes, Andre i el seu paper de convidada a The X-Files. També és coneguda per fer les veus dels personatges en diverses sèries animats, com Pinkie Pie i Fluttershy a My Little Pony: La Màgia de l'Amistat.

## Carrera
Les seves participacions més conegudes de veu inclouen Bola de Drac, Madeline (en el paper del personatge principal de Tracey Lee Smyth el 1995 i que va mantenir fins a My Fair Madeline el 2002, en la qual se li va donar el paper a Chantal Strand), la versió de la tercera temporada d'X-23 a X-Men: Evolution, la jove AndrAIa a ReBoot, Emmy en la sèrie animada per a nens de PBS Dragon Tales, i Isabelle a Finley, el camionet de bombers. En l'actualitat, Libman estava treballant en la sèrie 'My Little Pony: La Màgia de l'Amistat on va posar la seva veu a Pinkie Pie i Fluttershy, Cylindria a Pac-Man i les Aventures Fantasmales i Maya a L'abella Maia.
Ha aparegut en pel·lícules i sèries de televisió, entre elles Highlander, Susie Q, The Lotus Eaters i Lyddie.

## Vida personal
Va assegurar a Twitter que encara que no és la seva llengua nativa, va aprendre a llegir en francès abans que en anglès. Libman té un golden retriever.

## Filmografia

### Live-action
- A Brony Talie - Ella mateixa
- Bronies: The Extremely Unexpected Adult Fans of My Little Pony - Fluttershy (arxiu de so)
- Donetes - Kitty Kirk
- Andre - Mary May
- The X-Files episodi Born Again - Michelle Bishop
- Highlander - Belinda
- Susie Q - Teri Sands
- The Lotus Eaters (1993) - Jo Spittle
- The 6th Day (thriller de ciència-ficció de 2000) - Veu de SimPal Cindy
- Lyddie - Rachel Worthen

### Sèries animades
- Les aventures de Sonic l'Eriçó
- The Adventures of T-Rex
- Barbie: moda màgica a París - Glimmer
- Barbie: Mermaidia (sèrie de televisió) - Sea Butterfly
- Barbie and the Magic of Pegasus - Lilac
- Barbie Fairytopia: Magic of the Rainbow - Shimmer, Pixie 2
- Barbie en una Aventura de Sirenes - Dee
- Being Ian
- Dino Babies - LaBrea
- Dinotren - Pamela Pachycephalosaurus
- Dragon Tales - Emmy[2]
- Finley, el camionet de bombers - Isabelle
- George of the Jungle
- Johnny Test
- Krypto, el supergos
- Lapitch the Little Shoemaker - Lisa
- LeapFrog - Lily
- Leo the Lion: King of the Jungle (directament per a vídeo) - Tooey el cadell
- Caputxeta Vermella - Caputxeta Vermella
- Little Witch - Little Witch
- Littlest Pet Shop - Veus addicionals
- Madeline: Lost in Paris - Madeline
- Mary-Kate and Ashley in Action!
- L'abella Maia (sèrie de 2010) - Maya
- Monster Buster Club - Cathy
- My Little Pony (especials animats directament per a vídeo) - Sweetie Belle, Zipzee[3][4]
- My Little Pony: La Màgia de l'Amistat - Pinkie Peu (veu parlada, i cantant en set cançons), Fluttershy (veu parlant i cantant), Pumpkin Cake, Daisy (temporada 2, episodi 8), Rose (temporada 1, episodi 9), Flowershine, Apple Leaves, Fleetfoot, Sweetie "Bon Bon" Drops (temporada 5, episodi 9), veus addicionals
- Diversos curts de My Little Pony: Equestria Girls - Rainbow Rocks i de My Little Pony: Equestria Girls - Els Jocs de l'Amistat com Pinkie Peu i Fluttershy
- El petit príncep - Myriad (The Planet of Libris)
- The New Adventures of Madeline - Madeline
- The Senar-Adventures of Safety Queen - Safety Queen
- Pac-Man i les aventures fantasmals - Cylindria
- Pocket Dragon Adventures
- Rainbow Fish
- ReBoot - jove AndrAIa
- Sabrina: la sèrie animada (2005) - Norma
- Salty's Lighthouse - Claude
- Sonic Underground
- Talking Friends - Gina
- Ultimate Book of Spells
- X-Men: Evolution - X-23 (temporada 3, episodi 11)
- Yakkity Yak - Lemony